# Arkansas kongresszusi delegációinak listája
Ez a lista az Amerikai Egyesült Államok Arkansas államának szenátorait, illetve képviselőházi képviselőit sorolja föl. Az első európai a spanyol felfedező Hernando de Soto expedíciója volt, akik a 16. század végén elérték ezt a területet, s itt töltöttek egy telet. A francia felfedezők, Marquette és Joliot több mint egy évszázaddal később érkeztek ide. Az első francia települést 1686-ban alapították meg a Mississippi és az Arkansas folyók egybeömlésénél. Arkansas a Louisiana Purchase szerződés keretén belül került az Egyesült Államok tulajdonába. Nevét a spanyol, vagy francia felfedezők adták, amely valószínű az illinois indián nyelvből ered, s jelentése az emberek, aki a folyó mentén éltek.[2]
1819. július 4-én szervezték meg az Arkansas Territóriumot (Territory of Arkansaw). Arkansas 1836. június 15-én vált az USA teljes jogú, huszonötödik tagállamává.
A képviselőket két évente választják meg, a szenátorok közül az egyik a 2., a második pedig a 3. osztály tagja.

## Jelenlegi delegáció

### Képviselők
| Az Amerikai Egyesült Államok 115. kongresszusa képviselőházi tagjainak listája | Az Amerikai Egyesült Államok 115. kongresszusa képviselőházi tagjainak listája | Az Amerikai Egyesült Államok 115. kongresszusa képviselőházi tagjainak listája | Az Amerikai Egyesült Államok 115. kongresszusa képviselőházi tagjainak listája | Az Amerikai Egyesült Államok 115. kongresszusa képviselőházi tagjainak listája | Az Amerikai Egyesült Államok 115. kongresszusa képviselőházi tagjainak listája | Az Amerikai Egyesült Államok 115. kongresszusa képviselőházi tagjainak listája | Az Amerikai Egyesült Államok 115. kongresszusa képviselőházi tagjainak listája |
| Körzet                                                                         | Kép                                                                            | Képviselő                                                                      | Párt                                                                           | Körzet székhelye                                                               | Körzet térképe                                                                 | Hivatali idő kezdete                                                           | Képviselő születési éve                                                        |
| ------------------------------------------------------------------------------ | ------------------------------------------------------------------------------ | ------------------------------------------------------------------------------ | ------------------------------------------------------------------------------ | ------------------------------------------------------------------------------ | ------------------------------------------------------------------------------ | ------------------------------------------------------------------------------ | ------------------------------------------------------------------------------ |
| 1.                                                                             |                                                                                | Rick Crawford                                                                  |                                                                                | Jonesboro                                                                      |                                                                                | 2011                                                                           | 1966                                                                           |
| 2.                                                                             |                                                                                | French Hill                                                                    |                                                                                | Little Rock                                                                    |                                                                                | 2015                                                                           | 1956                                                                           |
| 3.                                                                             |                                                                                | Steve Womack                                                                   |                                                                                | Rogers                                                                         |                                                                                | 2011                                                                           | 1957                                                                           |
| 4.                                                                             |                                                                                | Bruce Westerman                                                                |                                                                                | Hot Spring                                                                     |                                                                                | 2015                                                                           | 1956                                                                           |

## Arkansas korábbi szenátorai
| 1. osztály | Kongresszus             | 3. osztály |
| --- | ----------------------- | --- |
| William Savin Fulton (J) | 24 (1835–1837)          | Ambrose Hundley Sevier (J) |
| William Savin Fulton (D) | 25 (1837–1839)          | Ambrose Hundley Sevier (D) |
| William Savin Fulton (D) | 26 (1839–1841)          | Ambrose Hundley Sevier (D) |
| William Savin Fulton (D) | 27 (1841–1843)          | Ambrose Hundley Sevier (D) |
| William Savin Fulton (D) | 28 (1843–1845)          | Ambrose Hundley Sevier (D) |
| Chester Ashley (D) |                         | Ambrose Hundley Sevier (D) |
| 29 (1845–1847) |                         | Ambrose Hundley Sevier (D) |
| 30 (1847–1849) |                         | Ambrose Hundley Sevier (D) |
| William K. Sebastian (D) | Solon Borland           | |
| William K. Sebastian (D) | Solon Borland           | 31 (1849–1851) |
| William K. Sebastian (D) | Solon Borland           | 32 (1851–1853) |
| William K. Sebastian (D) | Solon Borland           | 33 (1853–1855) |
| William K. Sebastian (D) | Robert Ward Johnson (D) | |
| William K. Sebastian (D) | 34 (1855–1857)          | |
| William K. Sebastian (D) | 35 (1857–1859)          | |
| William K. Sebastian (D) | 36 (1859–1861)          | |
| William K. Sebastian (D) | 37 (1861–1863)          | Charles B. Mitchel (D) |
| Az amerikai polgárháború miatt nem volt betöltve (lásd: Az Amerikai Konföderációs Államok ideiglenes kongresszusa, Az Amerikai Konföderációs Államok első kongresszusa, Az Amerikai Konföderációs Államok második kongresszusa) | 37 (1861–1863)          | Az amerikai polgárháború miatt nem volt betöltve (lásd: Az Amerikai Konföderációs Államok ideiglenes kongresszusa, Az Amerikai Konföderációs Államok első kongresszusa, Az Amerikai Konföderációs Államok második kongresszusa) |
| Az amerikai polgárháború miatt nem volt betöltve (lásd: Az Amerikai Konföderációs Államok ideiglenes kongresszusa, Az Amerikai Konföderációs Államok első kongresszusa, Az Amerikai Konföderációs Államok második kongresszusa) | 38 (1863–1865)          | Az amerikai polgárháború miatt nem volt betöltve (lásd: Az Amerikai Konföderációs Államok ideiglenes kongresszusa, Az Amerikai Konföderációs Államok első kongresszusa, Az Amerikai Konföderációs Államok második kongresszusa) |
| Az amerikai polgárháború miatt nem volt betöltve (lásd: Az Amerikai Konföderációs Államok ideiglenes kongresszusa, Az Amerikai Konföderációs Államok első kongresszusa, Az Amerikai Konföderációs Államok második kongresszusa) | 39 (1865–1867)          | Az amerikai polgárháború miatt nem volt betöltve (lásd: Az Amerikai Konföderációs Államok ideiglenes kongresszusa, Az Amerikai Konföderációs Államok első kongresszusa, Az Amerikai Konföderációs Államok második kongresszusa) |
| Az amerikai polgárháború miatt nem volt betöltve (lásd: Az Amerikai Konföderációs Államok ideiglenes kongresszusa, Az Amerikai Konföderációs Államok első kongresszusa, Az Amerikai Konföderációs Államok második kongresszusa) | 40 (1867–1869)          | Az amerikai polgárháború miatt nem volt betöltve (lásd: Az Amerikai Konföderációs Államok ideiglenes kongresszusa, Az Amerikai Konföderációs Államok első kongresszusa, Az Amerikai Konföderációs Államok második kongresszusa) |
| Alexander McDonald (R) | Benjamin F. Rice (R)    | |
| Alexander McDonald (R) | Benjamin F. Rice (R)    | 41 (1869–1871) |
| Powell Clayton (R) | Benjamin F. Rice (R)    | 42 (1871–1873) |
| Powell Clayton (R) | 43 (1873–1875)          | Stephen W. Dorsey (R) |
| Powell Clayton (R) | 44 (1875–1877)          | Stephen W. Dorsey (R) |
| Augustus H. Garland (D) | 45 (1877–1879)          | Stephen W. Dorsey (R) |
| Augustus H. Garland (D) | 46 (1879–1881)          | James D. Walker (D) |
| Augustus H. Garland (D) | 47 (1881–1883)          | James D. Walker (D) |
| Augustus H. Garland (D) | 48 (1883–1885)          | James D. Walker (D) |
| Augustus H. Garland (D) | 49 (1885–1887)          | James Kimbrough Jones (D) |
| James Henderson Berry (D) | 49 (1885–1887)          | James Kimbrough Jones (D) |
| 50 (1887–1889) |                         | James Kimbrough Jones (D) |
| 51 (1889–1891) |                         | James Kimbrough Jones (D) |
| 52 (1891–1893) |                         | James Kimbrough Jones (D) |
| 53 (1893–1895) |                         | James Kimbrough Jones (D) |
| 54 (1895–1897) |                         | James Kimbrough Jones (D) |
| 55 (1897–1899) |                         | James Kimbrough Jones (D) |
| 56 (1899–1901) |                         | James Kimbrough Jones (D) |
| 57 (1901–1903) |                         | James Kimbrough Jones (D) |
| 58 (1903–1905) | James Paul Clarke (D)   | |
| 59 (1905–1907) | James Paul Clarke (D)   | |
| Jeff Davis (D) | James Paul Clarke (D)   | 60 (1907–1909) |
| Jeff Davis (D) | James Paul Clarke (D)   | 61 (1909–1911) |
| Jeff Davis (D) | James Paul Clarke (D)   | 62 (1911–1913) |
| John Netherland Heiskell (D) | James Paul Clarke (D)   | |
| William M. Kavanaugh (D) | James Paul Clarke (D)   | |
| Joseph Taylor Robinson (D) | James Paul Clarke (D)   | 63 (1913–1915) |
| Joseph Taylor Robinson (D) | James Paul Clarke (D)   | 64 (1915–1917) |
| Joseph Taylor Robinson (D) | William F. Kirby (D)    | |
| Joseph Taylor Robinson (D) | 65 (1917–1919)          | |
| Joseph Taylor Robinson (D) | 66 (1919–1921)          | |
| Joseph Taylor Robinson (D) | 67 (1921–1923)          | Thaddeus H. Caraway (D) |
| Joseph Taylor Robinson (D) | 68 (1923–1925)          | Thaddeus H. Caraway (D) |
| Joseph Taylor Robinson (D) | 69 (1925–1927)          | Thaddeus H. Caraway (D) |
| Joseph Taylor Robinson (D) | 70 (1927–1929)          | Thaddeus H. Caraway (D) |
| Joseph Taylor Robinson (D) | 71 (1929–1931)          | Thaddeus H. Caraway (D) |
| Joseph Taylor Robinson (D) | 72 (1931–1933)          | Thaddeus H. Caraway (D) |
| Joseph Taylor Robinson (D) | Hattie Caraway (D)      | |
| Joseph Taylor Robinson (D) | 73 (1933–1935)          | |
| Joseph Taylor Robinson (D) | 74 (1935–1937)          | |
| Joseph Taylor Robinson (D) | 75 (1937–1939)          | |
| John E. Miller (D) |                         | |
| 76 (1939–1941) |                         | |
| 77 (1941–1943) |                         | |
| G. Lloyd Spencer (D) |                         | |
| John Little McClellan (D) | 78 (1943–1945)          | |
| John Little McClellan (D) | 79 (1945–1947)          | J. William Fulbright (D) |
| John Little McClellan (D) | 80 (1947–1949)          | J. William Fulbright (D) |
| John Little McClellan (D) | 81 (1949–1951)          | J. William Fulbright (D) |
| John Little McClellan (D) | 82 (1951–1953)          | J. William Fulbright (D) |
| John Little McClellan (D) | 83 (1953–1955)          | J. William Fulbright (D) |
| John Little McClellan (D) | 84 (1955–1957)          | J. William Fulbright (D) |
| John Little McClellan (D) | 85 (1957–1959)          | J. William Fulbright (D) |
| John Little McClellan (D) | 86 (1959–1961)          | J. William Fulbright (D) |
| John Little McClellan (D) | 87 (1961–1963)          | J. William Fulbright (D) |
| John Little McClellan (D) | 88 (1963–1965)          | J. William Fulbright (D) |
| John Little McClellan (D) | 89 (1965–1967)          | J. William Fulbright (D) |
| John Little McClellan (D) | 90 (1967–1969)          | J. William Fulbright (D) |
| John Little McClellan (D) | 91 (1969–1971)          | J. William Fulbright (D) |
| John Little McClellan (D) | 92 (1971–1973)          | J. William Fulbright (D) |
| John Little McClellan (D) | 93 (1973–1975)          | J. William Fulbright (D) |
| John Little McClellan (D) | 94 (1975–1977)          | Dale Bumpers (D) |
| John Little McClellan (D) | 95 (1977–1979)          | Dale Bumpers (D) |
| Kaneaster Hodges, Jr. (D) |                         | Dale Bumpers (D) |
| David Pryor (D) | 96 (1979–1981)          | Dale Bumpers (D) |
| David Pryor (D) | 97 (1981–1983)          | Dale Bumpers (D) |
| David Pryor (D) | 98 (1983–1985)          | Dale Bumpers (D) |
| David Pryor (D) | 99 (1985–1987)          | Dale Bumpers (D) |
| David Pryor (D) | 100 (1987–1989)         | Dale Bumpers (D) |
| David Pryor (D) | 101 (1989–1991)         | Dale Bumpers (D) |
| David Pryor (D) | 102 (1991–1993)         | Dale Bumpers (D) |
| David Pryor (D) | 103 (1993–1995)         | Dale Bumpers (D) |
| David Pryor (D) | 104 (1995–1997)         | Dale Bumpers (D) |
| Tim Hutchinson (R) | 105 (1997–1999)         | Dale Bumpers (D) |
| Tim Hutchinson (R) | 106 (1999–2001)         | Blanche Lincoln (D) |
| Tim Hutchinson (R) | 107 (2001–2003)         | Blanche Lincoln (D) |
| Mark Pryor (D) | 108 (2003–2005)         | Blanche Lincoln (D) |
| Mark Pryor (D) | 109 (2005–2007)         | Blanche Lincoln (D) |
| Mark Pryor (D) | 110 (2007–2009)         | Blanche Lincoln (D) |
| Mark Pryor (D) | 111 (2009–2011)         | Blanche Lincoln (D) |
| Mark Pryor (D) | 112 (2011–2013)         | John Boozman (R) |
| Mark Pryor (D) | 113 (2013–2015)         | John Boozman (R) |
| Tom Cotton (R) | 114 (2015–2017)         | John Boozman (R) |

## A képviselőházba delegált - szavazattal nem rendelkező - képviselők (1819 – 1837)
| Kongresszus                         | Delegált             |
| ----------------------------------- | -------------------- |
| Az USA 16. kongresszusa (1819–1821) | James Woodson Bates  |
| Az USA 17. kongresszusa (1821–1823) | James Woodson Bates  |
| Az USA 18. kongresszusa (1823–1825) | Henry Wharton Conway |
| Az USA 19. kongresszusa (1825–1827) | Henry Wharton Conway |
| Az USA 20. kongresszusa (1827–1829) | Henry Wharton Conway |
| Ambrose Hundley Sevier (J)          |                      |
| Az USA 21. kongresszusa (1829–1831) |                      |
| Az USA 22. kongresszusa (1831–1833) |                      |
| Az USA 23. kongresszusa (1833–1835) |                      |
| Az USA 24. kongresszusa (1835–1837) |                      |

## A képviselőház tagjai
| Az USA 24. kongresszusa (1835–1837)  | Az USA 24. kongresszusa (1835–1837)  | Archibald Yell (J) | | |                                  |                             |                            |                        |
| Az USA 25. kongresszusa (1837–1839)  | Az USA 25. kongresszusa (1837–1839)  | Archibald Yell (D) | | |                                  |                             |                            |                        |
| Az USA 26. kongresszusa (1839–1841)  | Az USA 26. kongresszusa (1839–1841)  | Edward Cross (D) | | |                                  |                             |                            |                        |
| Az USA 27. kongresszusa (1841–1843)  |                                      | Edward Cross (D) | | |                                  |                             |                            |                        |
| Az USA 28. kongresszusa (1843–1845)  |                                      | Edward Cross (D) | | |                                  |                             |                            |                        |
| Az USA 29. kongresszusa (1845–1847)  |                                      | Archibald Yell (D) | | |                                  |                             |                            |                        |
| Az USA 29. kongresszusa (1845–1847)  | Thomas Willoughby Newton (W)         | | | |                                  |                             |                            |                        |
| Az USA. kongresszusa (1847–1849)     | Az USA. kongresszusa (1847–1849)     | Robert Ward Johnson (D) | | |                                  |                             |                            |                        |
| Az USA. kongresszusa (1849–1851)     |                                      | Robert Ward Johnson (D) | | |                                  |                             |                            |                        |
| Az USA 32. kongresszusa (1851–1853)  |                                      | Robert Ward Johnson (D) | | |                                  |                             |                            |                        |
|                                      |                                      | Körzet | | |                                  |                             |                            |                        |
| 1.                                   | 2.                                   | | | |                                  |                             |                            |                        |
| Az USA 33. kongresszusa (1853–1855)  | Az USA 33. kongresszusa (1853–1855)  | Alfred Burton Greenwood (D) | Edward Allen Warren (D) | |                                  |                             |                            |                        |
| Az USA 34. kongresszusa (1855–1857)  | Az USA 34. kongresszusa (1855–1857)  | Alfred Burton Greenwood (D) | Albert Rust (D) | |                                  |                             |                            |                        |
| Az USA 35. kongresszusa (1857–1859)  | Az USA 35. kongresszusa (1857–1859)  | Alfred Burton Greenwood (D) | Edward Allen Warren (D) | |                                  |                             |                            |                        |
| Az USA 36. kongresszusa (1859–1861)  | Az USA 36. kongresszusa (1859–1861)  | Thomas Carmichael Hindman (D) | Albert Rust (D) | |                                  |                             |                            |                        |
| Az USA 37. kongresszusa (1861–1863)  | Az USA 37. kongresszusa (1861–1863)  | Az amerikai polgárháború miatt nem volt betöltve(lásd: Az Amerikai Konföderációs Államok ideiglenes kongresszusa, Az Amerikai Konföderációs Államok első kongresszusa, Az Amerikai Konföderációs Államok második kongresszusa) | Az amerikai polgárháború miatt nem volt betöltve(lásd: Az Amerikai Konföderációs Államok ideiglenes kongresszusa, Az Amerikai Konföderációs Államok első kongresszusa, Az Amerikai Konföderációs Államok második kongresszusa) | |                                  |                             |                            |                        |
| Az USA 38. kongresszusa (1863–1865)  | Az USA 38. kongresszusa (1863–1865)  | Az amerikai polgárháború miatt nem volt betöltve(lásd: Az Amerikai Konföderációs Államok ideiglenes kongresszusa, Az Amerikai Konföderációs Államok első kongresszusa, Az Amerikai Konföderációs Államok második kongresszusa) | Az amerikai polgárháború miatt nem volt betöltve(lásd: Az Amerikai Konföderációs Államok ideiglenes kongresszusa, Az Amerikai Konföderációs Államok első kongresszusa, Az Amerikai Konföderációs Államok második kongresszusa) | 3. körzet |                                  |                             |                            |                        |
| Az USA 39. kongresszusa (1865–1867)  | Az USA 39. kongresszusa (1865–1867)  | Az amerikai polgárháború miatt nem volt betöltve(lásd: Az Amerikai Konföderációs Államok ideiglenes kongresszusa, Az Amerikai Konföderációs Államok első kongresszusa, Az Amerikai Konföderációs Államok második kongresszusa) | Az amerikai polgárháború miatt nem volt betöltve(lásd: Az Amerikai Konföderációs Államok ideiglenes kongresszusa, Az Amerikai Konföderációs Államok első kongresszusa, Az Amerikai Konföderációs Államok második kongresszusa) | Az amerikai polgárháború miatt nem volt betöltve(lásd: Az Amerikai Konföderációs Államok ideiglenes kongresszusa, Az Amerikai Konföderációs Államok első kongresszusa, Az Amerikai Konföderációs Államok második kongresszusa) |                                  |                             |                            |                        |
| Az USA 40. kongresszusa (1867–1869)  |                                      | Az amerikai polgárháború miatt nem volt betöltve(lásd: Az Amerikai Konföderációs Államok ideiglenes kongresszusa, Az Amerikai Konföderációs Államok első kongresszusa, Az Amerikai Konföderációs Államok második kongresszusa) | Az amerikai polgárháború miatt nem volt betöltve(lásd: Az Amerikai Konföderációs Államok ideiglenes kongresszusa, Az Amerikai Konföderációs Államok első kongresszusa, Az Amerikai Konföderációs Államok második kongresszusa) | Az amerikai polgárháború miatt nem volt betöltve(lásd: Az Amerikai Konföderációs Államok ideiglenes kongresszusa, Az Amerikai Konföderációs Államok első kongresszusa, Az Amerikai Konföderációs Államok második kongresszusa) |                                  |                             |                            |                        |
|                                      | Logan H. Roots (R)                   | James M. Hinds (R) | Thomas Boles (R) | |                                  |                             |                            |                        |
|                                      | Logan H. Roots (R)                   | James T. Elliott (R) | Thomas Boles (R) | |                                  |                             |                            |                        |
| Az USA 41. kongresszusa (1869–1871)  | Az USA 41. kongresszusa (1869–1871)  | Anthony A.C. Rogers (D) | Thomas Boles (R) | |                                  |                             |                            |                        |
| Az USA 42. kongresszusa (1871–1873)  |                                      | James M. Hanks (D) | Oliver P. Snyder (R) | John Edwards (Liberal R) | Hozzáadva plusz egy hely         |                             |                            |                        |
| Az USA 42. kongresszusa (1871–1873)  | Thomas Boles (R)                     | James M. Hanks (D) | Oliver P. Snyder (R) | | Hozzáadva plusz egy hely         |                             |                            |                        |
| Az USA 43. kongresszusa (1873–1875)  |                                      | Asa Hodges (R) | Oliver P. Snyder (R) | William W. Wilshire (R) | William Joseph Hynes (Liberal R) |                             |                            |                        |
| Az USA 43. kongresszusa (1873–1875)  | Thomas M. Gunter (D)                 | Asa Hodges (R) | Oliver P. Snyder (R) | | William Joseph Hynes (Liberal R) |                             |                            |                        |
| Az USA 43. kongresszusa (1873–1875)  | 4. körzet kialakítása                | Asa Hodges (R) | Oliver P. Snyder (R) | |                                  |                             |                            |                        |
| Az USA 44. kongresszusa (1875–1877)  | Az USA 44. kongresszusa (1875–1877)  | Lucien C. Gause (D) | William F. Slemons (D) | William W. Wilshire (D) | Thomas M. Gunter (D)             |                             |                            |                        |
| Az USA 45. kongresszusa (1877–1879)  | Az USA 45. kongresszusa (1877–1879)  | Lucien C. Gause (D) | William F. Slemons (D) | Jordan E. Cravens (D) | Thomas M. Gunter (D)             |                             |                            |                        |
| Az USA 46. kongresszusa (1879–1881)  | Az USA 46. kongresszusa (1879–1881)  | Poindexter Dunn (D) | William F. Slemons (D) | Jordan E. Cravens (D) | Thomas M. Gunter (D)             |                             |                            |                        |
| Az USA 47th (1881–1883)              | Az USA 47th (1881–1883)              | Poindexter Dunn (D) | James K. Jones (D) | Jordan E. Cravens (D) | Thomas M. Gunter (D)             | Hozzáadva plusz egy hely    |                            |                        |
| Az USA. kongresszusa (1883–1885)     | Az USA. kongresszusa (1883–1885)     | Poindexter Dunn (D) | James K. Jones (D) | John H. Rogers (D) | Samuel W. Peel (D)               | Clifton R. Breckinridge (D) |                            |                        |
| Az USA. kongresszusa (1883–1885)     | Az USA. kongresszusa (1883–1885)     | Poindexter Dunn (D) | James K. Jones (D) | John H. Rogers (D) | Samuel W. Peel (D)               | 5. körzet kialakítása       |                            |                        |
| Az USA 49. kongresszusa (1885–1887)  |                                      | Poindexter Dunn (D) | Clifton R. Breckinridge (D) | Széküresedés | John H. Rogers (D)               | Samuel W. Peel (D)          |                            |                        |
| Az USA 49. kongresszusa (1885–1887)  | Thomas C. McRae (D)                  | Poindexter Dunn (D) | Clifton R. Breckinridge (D) | | John H. Rogers (D)               | Samuel W. Peel (D)          |                            |                        |
| Az USA 50. kongresszusa (1887–1889)  |                                      | Poindexter Dunn (D) | Clifton R. Breckinridge (D) | | John H. Rogers (D)               | Samuel W. Peel (D)          |                            |                        |
| Az USA 51. kongresszusa (1889–1891)  |                                      | William H. Cate (D) | Clifton R. Breckinridge (D) | | John H. Rogers (D)               | Samuel W. Peel (D)          |                            |                        |
| Az USA 51. kongresszusa (1889–1891)  |                                      | Lewis P. Featherstone (Labor) | Széküresedés | | John H. Rogers (D)               | Samuel W. Peel (D)          |                            |                        |
| Az USA 51. kongresszusa (1889–1891)  | Clifton R. Breckinridge (D)          | | | | John H. Rogers (D)               | Samuel W. Peel (D)          |                            |                        |
| Az USA 52. kongresszusa (1891–1893)  | Az USA 52. kongresszusa (1891–1893)  | William H. Cate (D) | William L. Terry (D) | 6. körzet kialakítása |                                  | Samuel W. Peel (D)          |                            |                        |
| Az USA 53. kongresszusa (1893–1895)  |                                      | Philip D. McCulloch, Jr. (D) | William L. Terry (D) | Hugh A. Dinsmore (D) | Robert Neill (D)                 |                             |                            |                        |
| Az USA 53. kongresszusa (1893–1895)  | John S. Little (D)                   | Philip D. McCulloch, Jr. (D) | William L. Terry (D) | Hugh A. Dinsmore (D) | Robert Neill (D)                 |                             |                            |                        |
| Az USA 54. kongresszusa (1895–1897)  |                                      | Philip D. McCulloch, Jr. (D) | William L. Terry (D) | Hugh A. Dinsmore (D) | Robert Neill (D)                 |                             |                            |                        |
| Az USA 55. kongresszusa (1897–1899)  | Az USA 55. kongresszusa (1897–1899)  | Philip D. McCulloch, Jr. (D) | William L. Terry (D) | Hugh A. Dinsmore (D) | Stephen Brundidge, Jr. (D)       |                             |                            |                        |
| Az USA 56. kongresszusa (1899–1901)  |                                      | Philip D. McCulloch, Jr. (D) | William L. Terry (D) | Hugh A. Dinsmore (D) | Stephen Brundidge, Jr. (D)       |                             |                            |                        |
| Az USA 57. kongresszusa (1901–1903)  | Az USA 57. kongresszusa (1901–1903)  | Philip D. McCulloch, Jr. (D) | Charles C. Reid (D) | Hugh A. Dinsmore (D) | Stephen Brundidge, Jr. (D)       | 7. körzet kialakítása       |                            |                        |
| Az USA 58. kongresszusa (1903–1905)  | Az USA 58. kongresszusa (1903–1905)  | Robert B. Macon (D) | Stephen Brundidge, Jr. (D) | Hugh A. Dinsmore (D) | John S. Little (D)               | Charles C. Reid (D)         | Joseph Taylor Robinson (D) | Robert M. Wallace (D)  |
| Az USA 59. kongresszusa (1905–1907)  | Az USA 59. kongresszusa (1905–1907)  | Robert B. Macon (D) | Stephen Brundidge, Jr. (D) | John C. Floyd (D) | John S. Little (D)               | Charles C. Reid (D)         | Joseph Taylor Robinson (D) | Robert M. Wallace (D)  |
| Az USA 60. kongresszusa (1907–1909)  | Az USA 60. kongresszusa (1907–1909)  | Robert B. Macon (D) | Stephen Brundidge, Jr. (D) | John C. Floyd (D) | William B. Cravens (D)           | Charles C. Reid (D)         | Joseph Taylor Robinson (D) | Robert M. Wallace (D)  |
| Az USA 61. kongresszusa (1909–1911)  | Az USA 61. kongresszusa (1909–1911)  | Robert B. Macon (D) | William A. Oldfield (D) | John C. Floyd (D) | William B. Cravens (D)           | Charles C. Reid (D)         | Joseph Taylor Robinson (D) | Robert M. Wallace (D)  |
| Az USA 62. kongresszusa (1911–1913)  |                                      | Robert B. Macon (D) | William A. Oldfield (D) | John C. Floyd (D) | William B. Cravens (D)           | Henderson M. Jacoway (D)    | Joseph Taylor Robinson (D) | William S. Goodwin (D) |
| Az USA 62. kongresszusa (1911–1913)  | Samuel M. Taylor (D)                 | Robert B. Macon (D) | William A. Oldfield (D) | John C. Floyd (D) | William B. Cravens (D)           | Henderson M. Jacoway (D)    |                            | William S. Goodwin (D) |
| Az USA 63. kongresszusa (1913–1915)  | Az USA 63. kongresszusa (1913–1915)  | Thaddeus H. Caraway (D) | William A. Oldfield (D) | John C. Floyd (D) | Otis Wingo (D)                   | Henderson M. Jacoway (D)    |                            | William S. Goodwin (D) |
| Az USA 64. kongresszusa (1915–1917)  | Az USA 64. kongresszusa (1915–1917)  | Thaddeus H. Caraway (D) | William A. Oldfield (D) | John N. Tillman (D) | Otis Wingo (D)                   | Henderson M. Jacoway (D)    |                            | William S. Goodwin (D) |
| Az USA 65. kongresszusa (1917–1919)  |                                      | Thaddeus H. Caraway (D) | William A. Oldfield (D) | John N. Tillman (D) | Otis Wingo (D)                   | Henderson M. Jacoway (D)    |                            | William S. Goodwin (D) |
| Az USA 66. kongresszusa (1919–1921)  |                                      | Thaddeus H. Caraway (D) | William A. Oldfield (D) | John N. Tillman (D) | Otis Wingo (D)                   | Henderson M. Jacoway (D)    |                            | William S. Goodwin (D) |
| Az USA 67. kongresszusa (1921–1923)  |                                      | William J. Driver (D) | William A. Oldfield (D) | John N. Tillman (D) | Otis Wingo (D)                   | Henderson M. Jacoway (D)    | Tilman B. Parks (D)        |                        |
| Az USA 67. kongresszusa (1921–1923)  | Chester W. Taylor (D)                | William J. Driver (D) | William A. Oldfield (D) | John N. Tillman (D) | Otis Wingo (D)                   | Henderson M. Jacoway (D)    | Tilman B. Parks (D)        |                        |
| Az USA 68. kongresszusa (1923–1925)  |                                      | William J. Driver (D) | William A. Oldfield (D) | John N. Tillman (D) | Otis Wingo (D)                   | Heartsill Ragon (D)         | Tilman B. Parks (D)        | Lewis E. Sawyer (D)    |
| Az USA 68. kongresszusa (1923–1925)  | James B. Reed (D)                    | William J. Driver (D) | William A. Oldfield (D) | John N. Tillman (D) | Otis Wingo (D)                   | Heartsill Ragon (D)         | Tilman B. Parks (D)        |                        |
| Az USA 69. kongresszusa (1925–1927)  |                                      | William J. Driver (D) | William A. Oldfield (D) | John N. Tillman (D) | Otis Wingo (D)                   | Heartsill Ragon (D)         | Tilman B. Parks (D)        |                        |
| Az USA 70. kongresszusa (1927–1929)  |                                      | William J. Driver (D) | William A. Oldfield (D) | John N. Tillman (D) | Otis Wingo (D)                   | Heartsill Ragon (D)         | Tilman B. Parks (D)        |                        |
|                                      | Pearl Peden Oldfield (D)             | William J. Driver (D) | | John N. Tillman (D) | Otis Wingo (D)                   | Heartsill Ragon (D)         | Tilman B. Parks (D)        |                        |
| Az USA 71. kongresszusa (1929–1931)  |                                      | William J. Driver (D) | Claude A. Fuller (D) | David Delano Glover (D) | Otis Wingo (D)                   | Heartsill Ragon (D)         | Tilman B. Parks (D)        |                        |
| Az USA 71. kongresszusa (1929–1931)  | Effiegene Locke Wingo (D)            | William J. Driver (D) | Claude A. Fuller (D) | David Delano Glover (D) |                                  | Heartsill Ragon (D)         | Tilman B. Parks (D)        |                        |
| Az USA 72. kongresszusa (1931–1933)  | Az USA 72. kongresszusa (1931–1933)  | William J. Driver (D) | Claude A. Fuller (D) | David Delano Glover (D) | John E. Miller (D)               | Heartsill Ragon (D)         | Tilman B. Parks (D)        |                        |
| Az USA 73. kongresszusa (1933–1935)  |                                      | William J. Driver (D) | Claude A. Fuller (D) | David Delano Glover (D) | John E. Miller (D)               | Heartsill Ragon (D)         | Tilman B. Parks (D)        | William B. Cravens (D) |
| Az USA 73. kongresszusa (1933–1935)  | David D. Terry (D)                   | William J. Driver (D) | Claude A. Fuller (D) | David Delano Glover (D) | John E. Miller (D)               |                             | Tilman B. Parks (D)        | William B. Cravens (D) |
| Az USA 74. kongresszusa (1935–1937)  | Az USA 74. kongresszusa (1935–1937)  | William J. Driver (D) | Claude A. Fuller (D) | John L. McClellan (D) | John E. Miller (D)               |                             | Tilman B. Parks (D)        | William B. Cravens (D) |
| Az USA 75. kongresszusa (1937–1939)  | Az USA 75. kongresszusa (1937–1939)  | William J. Driver (D) | Claude A. Fuller (D) | John L. McClellan (D) | John E. Miller (D)               | Wade H. Kitchens (D)        |                            | William B. Cravens (D) |
| Az USA 76. kongresszusa (1939–1941)  |                                      | Ezekiel C. Gathings (D) | Wilbur D. Mills (D) | Clyde T. Ellis (D) | William F. Norrell (D)           | Wade H. Kitchens (D)        |                            | William B. Cravens (D) |
| Az USA 76. kongresszusa (1939–1941)  | William Fadjo Cravens (D)            | Ezekiel C. Gathings (D) | Wilbur D. Mills (D) | Clyde T. Ellis (D) | William F. Norrell (D)           | Wade H. Kitchens (D)        |                            |                        |
| Az USA 77. kongresszusa (1941–1943)  | Az USA 77. kongresszusa (1941–1943)  | Ezekiel C. Gathings (D) | Wilbur D. Mills (D) | Clyde T. Ellis (D) | William F. Norrell (D)           | Oren Harris (D)             |                            |                        |
| Az USA 78. kongresszusa (1943–1945)  | Az USA 78. kongresszusa (1943–1945)  | Ezekiel C. Gathings (D) | Wilbur D. Mills (D) | J. William Fulbright (D) | William F. Norrell (D)           | Oren Harris (D)             | Brooks Hays (D)            |                        |
| Az USA 79. kongresszusa (1945–1947)  | Az USA 79. kongresszusa (1945–1947)  | Ezekiel C. Gathings (D) | Wilbur D. Mills (D) | James William Trimble (D) | William F. Norrell (D)           | Oren Harris (D)             | Brooks Hays (D)            |                        |
| Az USA 80. kongresszusa (1947–1949)  |                                      | Ezekiel C. Gathings (D) | Wilbur D. Mills (D) | James William Trimble (D) | William F. Norrell (D)           | Oren Harris (D)             | Brooks Hays (D)            |                        |
| Az USA 81. kongresszusa (1949–1951)  | Az USA 81. kongresszusa (1949–1951)  | Ezekiel C. Gathings (D) | Wilbur D. Mills (D) | James William Trimble (D) | William F. Norrell (D)           | Oren Harris (D)             | Brooks Hays (D)            | Boyd Tackett (D)       |
| Az USA 82. kongresszusa (1951–1953)  |                                      | Ezekiel C. Gathings (D) | Wilbur D. Mills (D) | James William Trimble (D) | William F. Norrell (D)           | Oren Harris (D)             | Brooks Hays (D)            | Boyd Tackett (D)       |
| Az USA 83. kongresszusa (1953–1955)  | Az USA 83. kongresszusa (1953–1955)  | Ezekiel C. Gathings (D) | Wilbur D. Mills (D) | James William Trimble (D) | William F. Norrell (D)           | Oren Harris (D)             | Brooks Hays (D)            |                        |
| Az USA 84. kongresszusa (1955–1957)  |                                      | Ezekiel C. Gathings (D) | Wilbur D. Mills (D) | James William Trimble (D) | William F. Norrell (D)           | Oren Harris (D)             | Brooks Hays (D)            |                        |
| Az USA 85. kongresszusa (1957–1959)  |                                      | Ezekiel C. Gathings (D) | Wilbur D. Mills (D) | James William Trimble (D) | William F. Norrell (D)           | Oren Harris (D)             | Brooks Hays (D)            |                        |
| Az USA 86. kongresszusa (1959–1961)  | Az USA 86. kongresszusa (1959–1961)  | Ezekiel C. Gathings (D) | Wilbur D. Mills (D) | James William Trimble (D) | William F. Norrell (D)           | Oren Harris (D)             | Dale Alford (D)            |                        |
| Az USA 87. kongresszusa (1961–1963)  |                                      | Ezekiel C. Gathings (D) | Wilbur D. Mills (D) | James William Trimble (D) | William F. Norrell (D)           | Oren Harris (D)             | Dale Alford (D)            |                        |
|                                      | Catherine Dorris Norrell (D)         | Ezekiel C. Gathings (D) | Wilbur D. Mills (D) | James William Trimble (D) |                                  | Oren Harris (D)             | Dale Alford (D)            |                        |
| Az USA 88. kongresszusa (1963–1965)  |                                      | Ezekiel C. Gathings (D) | Wilbur D. Mills (D) | James William Trimble (D) |                                  | Oren Harris (D)             |                            |                        |
| Az USA 89. kongresszusa (1965–1967)  |                                      | Ezekiel C. Gathings (D) | Wilbur D. Mills (D) | James William Trimble (D) |                                  | Oren Harris (D)             |                            |                        |
|                                      | David Pryor (D)                      | Ezekiel C. Gathings (D) | Wilbur D. Mills (D) | James William Trimble (D) |                                  |                             |                            |                        |
| Az USA 90. kongresszusa (1967–1969)  | Az USA 90. kongresszusa (1967–1969)  | Ezekiel C. Gathings (D) | Wilbur D. Mills (D) | John Paul Hammerschmidt (R) |                                  |                             |                            |                        |
| Az USA 91. kongresszusa (1969–1971)  | Az USA 91. kongresszusa (1969–1971)  | William V. Alexander, Jr. (D) | Wilbur D. Mills (D) | John Paul Hammerschmidt (R) |                                  |                             |                            |                        |
| Az USA 92. kongresszusa (1971–1973)  |                                      | William V. Alexander, Jr. (D) | Wilbur D. Mills (D) | John Paul Hammerschmidt (R) |                                  |                             |                            |                        |
| Az USA 93. kongresszusa (1973–1975)  | Az USA 93. kongresszusa (1973–1975)  | William V. Alexander, Jr. (D) | Wilbur D. Mills (D) | John Paul Hammerschmidt (R) | Ray Thornton (D)                 |                             |                            |                        |
| Az USA 94. kongresszusa (1975–1977)  |                                      | William V. Alexander, Jr. (D) | Wilbur D. Mills (D) | John Paul Hammerschmidt (R) | Ray Thornton (D)                 |                             |                            |                        |
| Az USA 95. kongresszusa (1977–1979)  | Az USA 95. kongresszusa (1977–1979)  | William V. Alexander, Jr. (D) | Jim Guy Tucker (D) | John Paul Hammerschmidt (R) | Ray Thornton (D)                 |                             |                            |                        |
| Az USA 96. kongresszusa (1979–1981)  | Az USA 96. kongresszusa (1979–1981)  | William V. Alexander, Jr. (D) | Ed Bethune (R) | John Paul Hammerschmidt (R) | Beryl F. Anthony, Jr. (D)        |                             |                            |                        |
| Az USA 97. kongresszusa (1981–1983)  |                                      | William V. Alexander, Jr. (D) | Ed Bethune (R) | John Paul Hammerschmidt (R) | Beryl F. Anthony, Jr. (D)        |                             |                            |                        |
| Az USA 98. kongresszusa (1983–1985)  |                                      | William V. Alexander, Jr. (D) | Ed Bethune (R) | John Paul Hammerschmidt (R) | Beryl F. Anthony, Jr. (D)        |                             |                            |                        |
| Az USA 99. kongresszusa (1985–1987)  | Az USA 99. kongresszusa (1985–1987)  | William V. Alexander, Jr. (D) | Tommy F. Robinson (D) | John Paul Hammerschmidt (R) | Beryl F. Anthony, Jr. (D)        |                             |                            |                        |
| Az USA 100. kongresszusa (1987–1989) |                                      | William V. Alexander, Jr. (D) | Tommy F. Robinson (D) | John Paul Hammerschmidt (R) | Beryl F. Anthony, Jr. (D)        |                             |                            |                        |
| Az USA 101. kongresszusa (1989–1991) |                                      | William V. Alexander, Jr. (D) | Tommy F. Robinson (D) | John Paul Hammerschmidt (R) | Beryl F. Anthony, Jr. (D)        |                             |                            |                        |
|                                      | Tommy F. Robinson (R)                | William V. Alexander, Jr. (D) | | John Paul Hammerschmidt (R) | Beryl F. Anthony, Jr. (D)        |                             |                            |                        |
| Az USA 102. kongresszusa (1991–1993) | Az USA 102. kongresszusa (1991–1993) | William V. Alexander, Jr. (D) | Ray Thornton (D) | John Paul Hammerschmidt (R) | Beryl F. Anthony, Jr. (D)        |                             |                            |                        |
| Az USA 103. kongresszusa (1993–1995) | Az USA 103. kongresszusa (1993–1995) | Blanche Lincoln (D) | Ray Thornton (D) | Tim Hutchinson (R) | Jay W. Dickey (R)                |                             |                            |                        |
| Az USA 104. kongresszusa (1995–1997) |                                      | Blanche Lincoln (D) | Ray Thornton (D) | Tim Hutchinson (R) | Jay W. Dickey (R)                |                             |                            |                        |
| Az USA 105. kongresszusa (1997–1999) | Az USA 105. kongresszusa (1997–1999) | Marion Berry (D) | Vic Snyder (D) | Asa Hutchinson (R) | Jay W. Dickey (R)                |                             |                            |                        |
| Az USA 106. kongresszusa (1999–2001) |                                      | Marion Berry (D) | Vic Snyder (D) | Asa Hutchinson (R) | Jay W. Dickey (R)                |                             |                            |                        |
| Az USA 107. kongresszusa (2001–2003) |                                      | Marion Berry (D) | Vic Snyder (D) | Asa Hutchinson (R) | Mike Ross (D)                    |                             |                            |                        |
| Az USA 107. kongresszusa (2001–2003) | John Boozman (R)                     | Marion Berry (D) | Vic Snyder (D) | | Mike Ross (D)                    |                             |                            |                        |
| Az USA 108. kongresszusa (2003–2005) |                                      | Marion Berry (D) | Vic Snyder (D) | | Mike Ross (D)                    |                             |                            |                        |
| Az USA 109. kongresszusa (2005–2007) |                                      | Marion Berry (D) | Vic Snyder (D) | | Mike Ross (D)                    |                             |                            |                        |
| Az USA 110. kongresszusa (2007–2009) |                                      | Marion Berry (D) | Vic Snyder (D) | | Mike Ross (D)                    |                             |                            |                        |
| Az USA 111. kongresszusa (2009–2011) |                                      | Marion Berry (D) | Vic Snyder (D) | | Mike Ross (D)                    |                             |                            |                        |
| Az USA 112. kongresszusa (2011–2013) | Az USA 112. kongresszusa (2011–2013) | Rick Crawford (R) | Tim Griffin (R) | Steve Womack (R) | Mike Ross (D)                    |                             |                            |                        |
| Az USA 113. kongresszusa (2013–2015) | Az USA 113. kongresszusa (2013–2015) | Rick Crawford (R) | Tim Griffin (R) | Steve Womack (R) | Tom Cotton (R)                   |                             |                            |                        |
| Az USA 114. kongresszusa (2015–2017) | Az USA 114. kongresszusa (2015–2017) | Rick Crawford (R) | French Hill (R) | Steve Womack (R) | Bruce Westerman (R)              |                             |                            |                        |

## Jelmagyarázat
| Know Nothing (Amerika-párt) (K-N)                  |
| Jackson-ellenes (Anti-J)–Nemzeti Republikánus (NR) |
| Adminisztráció-ellenes (Anti-Admin)                |
| Kőműves-ellenesek (Anti-M)                         |
| Konzervatív (Con)                                  |
| Demokrata (D)                                      |
| Dixiecrat–Államjog (SR)                            |
| Demokrata-Republikánus Párt (D-R)                  |
| Demokrata–Gazda–Munkáspárt (FL)                    |
| Föderalista (F)                                    |

| Szabad Demokrata (FS) |
| Ingyen Ezüst (FSv)    |
| Egyesülés (FU)        |
| Zöldhasú (GB)         |
| Zöld Párt (G)         |
| Jacksonian (J)        |
| Pártatlan Liga (NPL)  |
| Nullifier (N)         |
| Ellenzék (O)          |
| Populista (Pop)       |

| Adminisztráció-párti (Pro-Admin) |
| Progresszív (Prog)               |
| Szesztilalom (Proh)              |
| Helyreállító (Rea)               |
| Republikánus Párt (R)            |
| Szocialista (Soc)                |
| Unionista (U)                    |
| Whig (W)                         |
| Libertárius (L)                  |
| Függetlenek (I)                  |

## Életben lévő volt szenátorok
| Képviselő             | Hivatali idő | Osztály | Születési idő és életkor       |
| --------------------- | ------------ | ------- | ------------------------------ |
| Kaneaster Hodges, Jr. | 1977–1979    | 2       | 1938. augusztus 20. (86 éves)  |
| David Pryor           | 1979–1997    | 2       | 1934. augusztus 29. (90 éves)  |
| Tim Hutchinson        | 1997–2003    | 2       | 1949. augusztus 11. (75 éves)  |
| Blanche Lincoln       | 1999–2011    | 3       | 1960. szeptember 30. (64 éves) |
| Mark Pryor            | 2003–2015    | 2       | 1963. január 10. (62 éves)     |

## Életben lévő volt képviselők
| Képviselő          | Hivatali idő | Születési dátum és életkor     |
| ------------------ | ------------ | ------------------------------ |
| David Pryor        | 1966–1973    | 1934. augusztus 29. (90 éves)  |
| Bill Alexander     | 1969–1993    | 1934. január 16. (91 éves)     |
| Jim Guy Tucker     | 1977–1979    | 1943. június 13. (81 éves)     |
| Ed Bethune         | 1979–1985    | 1935. december 19. (89 éves)   |
| Beryl Anthony, Jr. | 1979–1985    | 1938. február 21. (87 éves)    |
| Tommy F. Robinson  | 1985–1991    | 1942. március 7. (83 éves)     |
| Tim Hutchinson     | 1993–1997    | 1949. augusztus 11. (75 éves)  |
| Blanche Lincoln    | 1993–1997    | 1960. szeptember 30. (64 éves) |
| Jay Dickey         | 1993–2001    | 1939. december 14. (85 éves)   |
| Asa Hutchinson     | 1997–2001    | 1950. december 3. (74 éves)    |
| Robert M. Berry    | 1997–2011    | 1942. augusztus 27. (82 éves)  |
| Vic Snyder         | 1997–2011    | 1947. szeptember 27. (77 éves) |
| Mike Ross          | 2011–2013    | 1961. augusztus 2. (63 éves)   |
| John Boozman       | 2001–2011    | 1950. december 10. (74 éves)   |
| Tim Griffin        | 2011–2015    | 1968. augusztus 21. (56 éves)  |
| Tom Cotton         | 2011–2015    | 1977. május 13. (47 éves)      |